# Sarcochilus serrulatus
Sarcochilus serrulatus är en orkidéart som beskrevs av David Lloyd Jones. Sarcochilus serrulatus ingår i släktet Sarcochilus och familjen orkidéer. Inga underarter finns listade i Catalogue of Life.